# Centro Nacional de Arte de Tokio
El Centro Nacional de Arte (国立新美術館 Kokuritsu Shin-Bijutsukan?), también conocido por su nombre en inglés, The National Art Center (NACT), es un museo situado en Roppongi, Minato, Tokio, Japón. Resultado de un proyecto conjunto de la Agencia para Asuntos Culturales y la Agencia de Museos Nacionales, se encuentra en una parcela ocupada antiguamente por un centro de investigación de la Universidad de Tokio.
El edificio fue diseñado por Kishō Kurokawa, y es uno de los mayores museos de arte del país. Se puede acceder a él a través de la estación de Nogizaka de la línea Chiyoda del Metro de Tokio.
A diferencia del resto de museos nacionales de arte de Japón, el Centro Nacional de Arte es un «museo vacío», sin colección, exposición permanente ni conservadores. Al igual que los Kunsthallen de las regiones germanoparlantes, alberga exposiciones temporales elaboradas y patrocinadas por otras organizaciones. Esta filosofía ha resultado exitosa: en su primer año, en 2007, albergó sesenta y nueve exposiciones organizadas por diferentes grupos artísticos y diez organizadas por el NACT. La exposición sobre Claude Monet, abierta desde el 7 de abril hasta el 2 de julio de 2007, fue la segunda exposición más visitada del año en el mundo.